# فرقة حيناجن (كندر سيدي خيار)
فرقة حيناجن هي إحدى مشيخات المملكة المغربية، تتبع جغرافيا لإقليم صفرو وإداريًا لكندر سيدي خيار. يقدر عدد سكانها بـ 6830 نسمة حسب الإحصاء الرسمي للسكان والسكنى لسنة 2004.